# 萨卡努
萨卡努（Sakhanu），是印度北方邦Budaun县的一个城镇。总人口8809（2001年）。

## 人口
该地2001年总人口8809人，其中男性4734人，女性4075人；0—6岁人口1894人，其中男972人，女922人；识字率30.15%，其中男性为38.49%，女性为20.47%。